# Wedelstaedt (Adelsgeschlecht)
Wedelstaedt, auch Wedelstedt oder Wedelstädt, ist der Name eines pommerschen Uradelsgeschlechts.

## Geschichte
Das Geschlecht wurde mit Woldemarus de Wedelstede am 23. April 1284 urkundlich zuerst genannt. Seit dem Anfang des 16. Jahrhunderts konnte sich die Familie in Westpreußen ausbreiten. Güter um Bärenwalde, die Winrich von Kniprode, Hochmeister des Deutschen Ordens, 1376 verlehnt hatte, befanden sich 1520 in Besitz von Balthasar von Wedelstädt. Sie müssen sich jedoch schon vor 1520 in Besitz derer von Wedelstaedt befunden haben, da sich in der lokalen Kirche zwei Wappendarstellungen befinden, datiert 1515, die eine Silvester Wedelstädt, die andere Jürgen Michel Wedelstädt zugeschrieben.
Die urkundlich ununterbrochene Stammreihe wird auf Sylvester von Wedelstaedt (um 1700) zurückgeführt.
Die Familie verfügte über umfangreichen Gutsbesitz. Solcher bestand zeitweise in Pommern auf Borkenhagen (1496–1677), Kaltenhagen (1499–1659) und Schulzenhagen (1499–1677) im Kreis Fürstenthum; Gülzow (1305) im Kreis Cammin; Groß Hertzberg (1734–1781) im Kreis Neustettin; Lodder (1803–1805) und Groß Volz (1771–1796) im Kreis Rummelsburg; Moddrow (1774–1790) im Kreis Bütow; schließlich Saviat (1808–1828) im Kreis Stolp. In Preußen besaßen die Wedelstaedt Hammerstein, Elsenau, Gotzkau (1773–1776) und Richenwalde (1773–1820) im Kreis Schlochau; Kornen im Kreis Berent; Paschutken im Kreis Rosenberg; Groß und Klein Prust (1855) und Zbrachlin (1855) im Kreis Schwetz; Groß Brittannien im Kreis Niederung; Christophlacken und Pronitten im Kreis Labiau; schließlich Kanten (1820) im Kreis Fischhausen. Auch im brandenburgischen bestand Gutsbesitz, so auf Woltersdorf (1499) im Kreis Dramburg und Raakow (250 ha) ca. 1930 bis 1945.
Zahlreiche Söhne der Familie bestritten in der preußischen Armee eine Offizierslaufbahn.

## Wappen

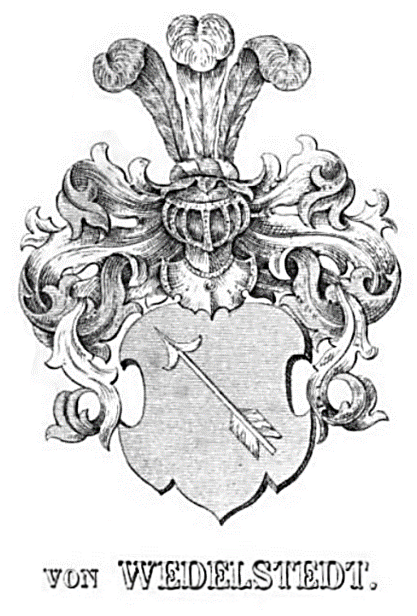
Wappen derer von Wedelstaedt

In Blau ein schrägrechts aufwärts liegender befiederter silberner Pfeil. (Bei der westpreußischen Huldigung 1772: In Rot ein blauer Schrägrechtsbalken, der von einem schwarzen Pfeil durchbohrt wird). Auf dem Helm mit blau-silbernen Decken drei (blau-silbern-blaue) Straußenfedern.

## Angehörige
- Friedrich Eduard von Wedelstädt († 1830), 1818–1820 Landrat im Kreis Niederung
- Carl von Wedelstaedt (1864–1959), 1919–1928 Oberbürgermeister der Stadt Gelsenkirchen
- Martin von Wedelstädt (1882–1954), Buchhändler, Major a. D., Mitbegründer[5] des Darß-Museums
- Helmuth von Wedelstädt (1902–1988), Verwaltungsjurist und Kommunalpolitiker